# Ganna (Ungarn)

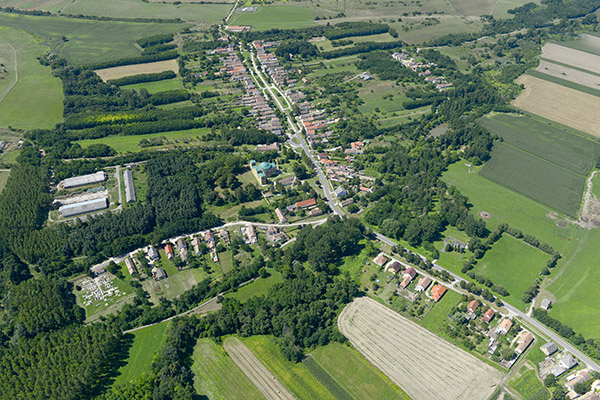
Luftbild (2016)

Ganna ist eine ungarische Gemeinde im Kreis Pápa im Komitat Veszprém.

## Geografische Lage
Ganna liegt etwa zehn Kilometer südöstlich von Pápa am nördlichen Rand des Bakonygebirges und wird von der Bittva durchflossen.
Unmittelbare Nachbargemeinde ist Döbrönte (deutsch: Dewrenten) im Osten. Des Weiteren grenzt Ganna an Bakonyjákó (deutsch: Jaka), Magyarpolány (deutsch: Polan), Bakonypölöske, Kup, Pápakovácsi und den Ortsteil Tapolcafő der Stadt Pápa.

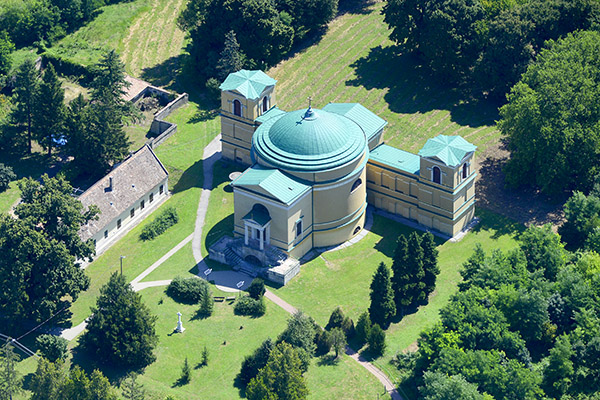
Kirche und Mausoleum (2016)

## Geschichte
Die erste urkundliche Erwähnung des Ortes Ganna stammt aus dem Jahr 1171. Das heutige Ganna entstand in den 1940er Jahren durch die Vereinigung der ehemals selbständigen Orte Nagy-Ganna (Groß-Ganna) und Kis-Ganna (Klein-Ganna).
In der Mitte des 16. Jhd. wurde der Ort wahrscheinlich durch die Türkenkriege zerstört, die damalige Bevölkerung getötet oder vertrieben und war somit unbewohnt.
Mitte des 18. Jahrhunderts, vor allem in den Jahren 1748–1756, erfolgte die Besiedlung des Gannaer Gebietes mit deutschsprachigen Ansiedlern durch die Grafen Esterházy. Die Ansiedler in Nagyganna kamen dabei überwiegend aus Südbayern und der Steiermark, die Ansiedler in Kisganna überwiegend aus der Markgrafschaft Baden. Auch ließen sich vereinzelte kroatische Familien im Ort nieder, die aber später assimiliert wurden und im Deutschtum aufgingen. Die gesamte Gannaer Bevölkerung war zu diesem Zeitpunkt somit deutschsprachig.
Nach dem Ende des Zweiten Weltkriegs, zwischen 1946 und 1948 erfolgte die Vertreibung der Deutschen aus Ungarn (vgl. Ungarndeutsche). Im Juni 1946 musste über die Hälfte der Bevölkerung Ganna verlassen und wurde in Viehwaggons vom Bahnhof Pápa nach Karlsruhe gebracht und von dort in verschiedene Stadtteile und Gemeinden im Landkreis Karlsruhe verteilt. Einige sind danach auch in die USA und nach Kanada ausgewandert.
Anfang 1948 erfolgte eine zweite Vertreibungswelle bei der nochmal etwa ein Viertel der ehemaligen Gannaer Bevölkerung, diesmal in die Sowjetische Besatzungszone Deutschlands, vertrieben wurde. Erste Station für sie war ein Lager Pirna bei Dresden. Insgesamt wurden somit etwa drei Viertel der ehemaligen Bevölkerung vertrieben.
Das zweisprachige Schild am Ortseingang in Kisganna erinnert heute noch an die ehemals deutsche Bevölkerung.

## Verkehr
Ganna ist durch zwei befestigte Straßen an das Straßennetz angebunden. Beide Straßen kommen von Nordwesten und treffen sich am Ortseingang im Ortsteil Kisganna. Die Nebenstraße 8409 verbindet Ganna und Pápakovácsi, die Nebenstraße 84102 wiederum schließt die Gemeinde an die 83-as főút (ungarisch für ‚Hauptstraße 83‘) an, welche von Városlőd (deutsch Waschludt) über Pápa nach Győr (deutsch: Raab) führt. Lediglich eine unbefestigte Straße verbindet den Ortsteil Nagyganna mit Bakonypölöske im Südwesten.
Ganna verfügt über keine Eisenbahnanbindung. Die nächstgelegenen Bahnhöfe befinden sich nordwestlich in Pápa und südöstlich in Városlőd.

## Politik

### Bürgermeister
- 1990–1994: József Vesztergom (parteilos)
- 1994–1998: József Vesztergom (parteilos)
- 1998–2002: József Vesztergom (parteilos)
- 2002–2006: József Vesztergom (parteilos)
- 2006–2010: József Vesztergom (parteilos)
- 2010–2014: József Vesztergom
- 2014–2019: Ottó Nagy (parteilos)
- 2019–heute: Ottó Nagy (parteilos)

## Sehenswürdigkeiten
- Gannaer Pfarrkirche, römisch-katholische Rundkirche im klassizistischen Stil mit Mausoleum der Esterházy-Familie im Ortsteil Nagyganna